# Dofen
Dofen és un volcà en escut d'Etiòpia que s'eleva fins als 1.151 msnm. Presenta nombrosos cons d'escòria, construïts al llarg d'una línia en direcció N-S de 10 km de llargada. Els cons situats més al nord són els més joves, estan més ben conservats i mostren fumaroles actives. Les últimes erupcions van tenir lloc durant l'Holocè.